# 鳥塚亮

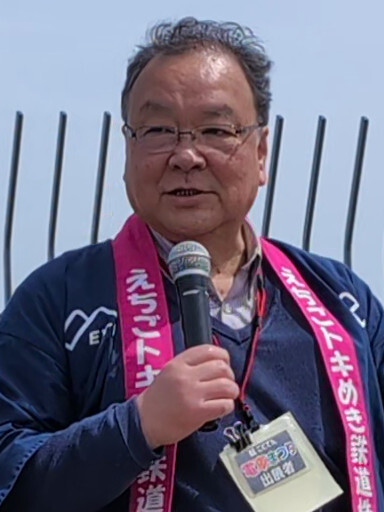
2024年4月

鳥塚 亮（とりづか あきら、男性、1960年6月30日 - ）は、日本の実業家。大井川鐵道株式会社社長。
いすみ鉄道株式会社社長、えちごトキめき鉄道株式会社社長を歴任し、ローカル鉄道の「再生請負人」とも称される。有限会社パシナコーポレーションの社長、特定非営利活動法人おいしいローカル線をつくる会の代表も務めている、Yahooエキスパートとして記事も執筆し、「大井川鐵道社長 鳥塚亮の地域を元気にするブログ」をほぼ毎日更新している。いすみ鉄道時代に発した「乗らなくてもいいんです」という言葉は、鉄道の持つ外部性を端的に表現している。

## 来歴・人物
東京都板橋区出身。東京都立高島高等学校、明治大学商学部を卒業。高卒時から国鉄志望であったが分割民営化などで新規採用がなく、学習塾職員などを経て、27歳で大韓航空に入社。30歳でブリティッシュ・エアウェイズに移籍。32歳で副業として、鉄道前面展望ビデオの販売を行なう有限会社パシナコーポレーション（パシナ倶楽部）を設立。2009年、48歳で、経営立て直し中のいすみ鉄道の社長公募に123名の中から鳥塚が選ばれ、同年6月28日の株主総会と取締役会を経て同社の社長に就任した。
いすみ鉄道の社長就任後は、「訓練費用自己負担運転士」 やムーミン列車の運行などの経営活性化策を実行し、その結果、2010年8月に同鉄道の存続が決定した。存続が決定したことを受け、老朽化していたいすみ200型レールバスの代替を進め、新型のいすみ300型といすみ350型を導入した。その後も、キハ52形・キハ28形の導入や、イタリアンランチクルーズトレインの運行などを行なっている。このように就任後9年にわたり、いすみ鉄道の存続に向けた課題解決に取り組むだけに留まらず、数々の活性化を進めて観光客を増加させ、いすみ鉄道の知名度を全国区に押し上げるほどの実績を残したが、赤字の経営状況は改善することがなく、2018年5月16日、同年の株主総会をもって社長を退任する予定が報道され、2018年6月12日の株主総会をもって退任した。
2019年9月に新潟県のえちごトキめき鉄道社長に就任した。
2024年6月、同月26日にえちごトキめき鉄道社長を退任し、同じく28日より大井川鐵道社長に就任することが発表された。
自身を子供の頃からの鉄道マニアと称しており、近年は鉄道趣味雑誌への露出も多い。高校・大学生時代には日本食堂のアルバイトとして食堂車や車内販売に従事した。
小型航空機操縦士のライセンスを所持している。
JR北海道釧網本線の無人駅である茅沼駅の隣地に自身の土地を所有。国鉄C58形の動輪を設置しており、「私の駅」と称している。

## テレビ出演
- タモリ倶楽部 廃盤までのカウントダウン!? 鉄道DVD売れ残りランキング!!（2010年5月14日、テレビ朝日） - パシナコーポレーション社長として[20]
- 日経スペシャル カンブリア宮殿 本当の価値で客を集めろ！赤字鉄道の感動再生術（2016年4月21日、テレビ東京）- 出演時、いすみ鉄道社長[21]。

## 著書
- 『いすみ鉄道公募社長 危機を乗り越える夢と戦略』（2011年5月11日、講談社）ISBN 9784062168281
- 『ローカル線で地域を元気にする方法 いすみ鉄道公募社長の昭和式ビジネス論』（2013年7月3日、晶文社）ISBN 9784794969071